# Lista de episódios de Sports Night

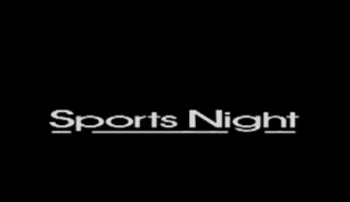
Logotipo da série.

Sports Night é uma série de televisão americana criada por Aaron Sorkin sobre os bastidores de um programa esportivo. Ela foi ao ar entre setembro de 1998 e maio de 2000 na ABC.

## Temporadas
| Temporada | Temporada | Episódios | Exibição  | Lançamento de DVD   | Lançamento de DVD                     | Lançamento de DVD |
| Temporada | Temporada | Episódios | Exibição  | Região 1            | Região 1                              |                   |
| --------- | --------- | --------- | --------- | ------------------- | ------------------------------------- | ----------------- |
|           | 1         | 23        | 1998–1999 | 30 de março de 2010 | Série Completa 30 de setembro de 2008 |                   |
|           | 2         | 22        | 1999–2000 |                     | Série Completa 30 de setembro de 2008 |                   |

## Episódios

### 1.ª Temporada: 1998–1999
| # | #  | Título                                        | Diretor          | Roteirista(s)                                          | Exibição                |
| --- | -- | --------------------------------------------- | ---------------- | ------------------------------------------------------ | ----------------------- |
| 1 | 1  | "Pilot"                                       | Thomas Schlamme  | Aaron Sorkin                                           | 22 de setembro de 1998  |
| Abatido por seu divórcio, Casey contempla sair do Sports Night. Natalie fica interessada em um candidato a produtor associado do programa.                                                               |    |                                               |                  |                                                        |                         |
| 2 | 2  | "The Apology"                                 | Thomas Schlamme  | Aaron Sorkin                                           | 19 de setembro de 1998  |
| A emissora fica brava quando uma revista publica uma entrevista que revela que Dan é à favor a da legalização da maconha.                                                                                |    |                                               |                  |                                                        |                         |
| 3 | 3  | "The Hungry and the Hunted"                   | Thomas Schlamme  | Aaron Sorkin                                           | 6 de outubro de 1998    |
| Jeremy consegue sua grande chance de produção—um segmento sobre caça. Natalie tenta fazer Casey se interessar por Dana depois de um dos jantares da Luther Sachs.                                        |    |                                               |                  |                                                        |                         |
| 4 | 4  | "Intellectual Property"                       | Thomas Schlamme  | Aaron Sorkin                                           | 13 de outubro de 1998   |
| O ciúmes de Casey para com Dana e Gordon o faz ficar chutando hidrantes e ouvindo mosquitos fantasmas. Dan enfrenta repercussões vindas da emissora em relação a seu presente de aniversário para Casey. |    |                                               |                  |                                                        |                         |
| 5 | 5  | "Mary Pat Shelby"                             | Thomas Schlamme  | Tracey Stern & Aaron Sorkin                            | 20 de outubro de 1998   |
| Natalie faz uma pré-entrevista com um volátil jogador de volei e as coisas saem do controle. |    |                                               |                  |                                                        |                         |
| 6 | 6  | "The Head Coach, Dinner and the Morning Mail" | Thomas Schlamme  | Matt Tarses & Aaron Sorkin                             | 27 de outubro de 1998   |
| Uma distraída Natalie fica esquecendo coisas, enquanto Jeremy tenta protegê-la das cartas furiosas. |    |                                               |                  |                                                        |                         |
| 7 | 7  | "Dear Louise"                                 | Thomas Schlamme  | David Walpert & Aaron Sorkin                           | 10 de novembro de 1998  |
| Jeremy escreve uma carta para sua irmã Louise, contando sobre os eventos do dia, incluindo os problemas de Dan com seu bloqueio mental e os de Isaac com o novo namorado de sua filha.                   |    |                                               |                  |                                                        |                         |
| 8 | 8  | "Thespis"                                     | Thomas Schlamme  | Aaron Sorkin                                           | 17 de novembro de 1998  |
| Dana se preocupa com seu peru de Dia de Ação de Graças, Isaac se preocupa com seu filha grávida, e o fantasma de Thespis assombra o cenário.                                                             |    |                                               |                  |                                                        |                         |
| 9 | 9  | "The Quality of Mercy at 29K"                 | Thomas Schlamme  | Bill Wrubel & Aaron Sorkin                             | 1 de dezembro de 1998   |
| A equipe realiza uma transmissão do Monte Everest, Dana vai assistir um show na Broadway, e Dan tenta achar uma instituição de caridade.                                                                 |    |                                               |                  |                                                        |                         |
| 10 | 10 | "Shoe Money Tonight"                          | Dennie Gordon    | Aaron Sorkin                                           | 8 de dezembro de 1998   |
| Dan e Casey estão à caminho de Atlantic City depois da transmissão, Natalie e Jeremy discutem, e Isaac descobre que está encolhendo.                                                                     |    |                                               |                  |                                                        |                         |
| 11 | 11 | "The Six Southern Gentlemen of Tennessee"     | Robert Berlinger | Aaron Sorkin, Matt Tarses, David Walpert & Bill Wrubel | 15 de dezembro de 1998  |
| Casey aparece no The View e a equipe segue a história de sete jogadores universitários de futebol americano que foram suspensos por se recusarem a jogar sob a bandeira Confederada.                     |    |                                               |                  |                                                        |                         |
| 12 | 12 | "Smoky"                                       | Robert Berlinger | Aaron Sorkin                                           | 5 de janeiro de 1999    |
| Dan decide que hora de Casey namorar de novo, contanto que ele fique longe de Sally Sasser. Isaac teme por seu trabalho.                                                                                 |    |                                               |                  |                                                        |                         |
| 13 | 13 | "Small Town"                                  | Thomas Schlamme  | Paul Redford & Aaron Sorkin                            | 12 de janeiro de 1999   |
| Dana, Gordon, Casey e uma mulher do escritótio de Gordon vão para um encontro duplo, deixando Natalie para produzir o programa e Dan com um âncora substituto.                                           |    |                                               |                  |                                                        |                         |
| 14 | 14 | "Rebecca"                                     | Thomas Schlamme  | Aaron Sorkin                                           | 26 de janeiro de 1999   |
| Dan fica obssecado por uma mulher que trabalha no prédio, e todos se preocupam com o emprego de Isaac.                                                                                                   |    |                                               |                  |                                                        |                         |
| 15 | 15 | "Dana and the Deep Blue Sea"                  | Thomas Schlamme  | Aaron Sorkin                                           | 2 de fevereiro de 1999  |
| Gordon convida Dana para ir mergulhar, e Dan implora para que Jeremy o ajude a com Rebecca. |    |                                               |                  |                                                        |                         |
| 16 | 16 | "Sally"                                       | Robert Berlinger | Rachel Sweet & Aaron Sorkin                            | 23 de fevereiro de 1999 |
| Gordon ajuda Dana, e Casey perde sua camisa favorita. |    |                                               |                  |                                                        |                         |
| 17 | 17 | "How Are Things in Gloca Morra?"              | Marc Buckland    | Aaron Sorkin                                           | 9 de março de 1999      |
| O programa fica em espera quando uma partida de tênis dura mais do que o esperado, estrangando os planos de jantar de Dana e Gordon.                                                                     |    |                                               |                  |                                                        |                         |
| 18 | 18 | "The Sword of Orion"                          | Robert Berlinger | David Handelman, Mark McKinney & Aaron Sokrin          | 23 de março de 1999     |
| Os pais de Jeremy estão se divorciando, e Dan espera ansiosamente pelo retorno de Orlando Rojas ao basebol.                                                                                              |    |                                               |                  |                                                        |                         |
| 19 | 19 | "Eli's Coming"                                | Robert Berlinger | Aaron Sorkin                                           | 30 de março de 1999     |
| Isaac ainda não voltou de suas férias, Bobbi Bernstein retorna, e Steve Sisco visita Rebecca. |    |                                               |                  |                                                        |                         |
| 20 | 20 | "Ordnance Tactics"                            | Alex Graves      | Aaron Sorkin (roteiro) Paul Reford (história)          | 6 de abril de 1999      |
| Uma ameaça de bomba evacua o prédio, Jeremy tenta terminar com Natalie, e a emissora começa a pressionar Dana.                                                                                           |    |                                               |                  |                                                        |                         |
| 21 | 21 | "Ten Wickets"                                 | Robert Berlinger | Aaron Sorkin (roteiro) Matt Tarses (história)          | 13 de abril de 1999     |
| Casey ainda está assustado com a ameaça de bomba, Jeremy tenta entender uma história de cricket, e Rebecca toma sua decisão em relação a Dan.                                                            |    |                                               |                  |                                                        |                         |
| 22 | 22 | "Napoleon's Battle Plan"                      | Robert Berlinger | Aaron Sorkin                                           | 27 de abril de 1999     |
| Quando Dana e Gordon ficam noivos, Casey fica sem reação e Dan fica compelido a revelar um segredo. |    |                                               |                  |                                                        |                         |
| 23 | 23 | "What Kind of Day Has It Been?"               | Thomas Schlamme  | Aaron Sorkin                                           | 4 de maio de 1999       |
| O filho de Casey faz uma visita, e Dana tira uma foto do grupo com sua câmera. |    |                                               |                  |                                                        |                         |

### 2.ª Temporada: 1999–2000
| # | #  | Título                                                   | Diretor          | Roteirista(s)                                                                                 | Exibição                |
| --- | -- | -------------------------------------------------------- | ---------------- | --------------------------------------------------------------------------------------------- | ----------------------- |
| 24 | 1  | "Special Powers"                                         | Thomas Schlamme  | Aaron Sorkin                                                                                  | 5 de outubro de 1999    |
| Casey tenta encontrar coragem para convidar Dana para sair, Isaac voltou ao trabalho, e Jeremy e Natalie discutem.                                                          |    |                                                          |                  |                                                                                               |                         |
| 25 | 2  | "When Something Wicked This Way Comes"                   | Robert Berlinger | Aaron Sorkin                                                                                  | 12 de outubro de 1999   |
| Dana vai a uma festa e tem uma epifania, Dan toma café da manhã com Hillary Clinton, e Isaac traz um especialista em audiência.                                             |    |                                                          |                  |                                                                                               |                         |
| 26 | 3  | "Cliff Gardner"                                          | Robert Berlinger | Aaron Sorkin                                                                                  | 19 de outubro de 1999   |
| A equipe fica estressada com a presença de Sam Donovan, e as coisas pioram quando J. J, aparece para dizer algumas notas.                                                   |    |                                                          |                  |                                                                                               |                         |
| 27 | 4  | "Louise Revisited"                                       | Marc Buckland    | Miriam Kazdin & Aaron Sorkin (roteiro) Miriam Kazdin (história)                               | 26 de outubro de 1999   |
| Casey faz de tudo para vencer a votação da internet sobre o Sports Night, "Quem é Mais Legal: Dan ou Casey?"; Dana janta com um antigo ameigo de escola.                    |    |                                                          |                  |                                                                                               |                         |
| 28 | 5  | "Kafelnikov"                                             | Robert Berlinger | Matt Tarses & Bill Wrubel                                                                     | 2 de novembro de 1999   |
| Jeremy prepara os sistemas do computador para Y2K; Dan conhece uma mulher em um bar, descobrindo mais tarde que ela é um psiquiatra.                                        |    |                                                          |                  |                                                                                               |                         |
| 29 | 6  | "Shane"                                                  | Robert Berlinger | Kevin Falls, Matt Tarses & Bill Wrubel                                                        | 7 de dezembro de 1999   |
| Casey quer editar uma entrevista para que um jogador tenha uma imagem mais favorável, Dan têm problemas ao gravar um teaser, e o Vaticano declara que o Inferno não existe. |    |                                                          |                  |                                                                                               |                         |
| 30 | 7  | "Kyle Whitaker's Got Two Sacks"                          | Dennie Gordon    | Tom Szentgyorgyi & Aaron Sorkin                                                               | 14 de dezembro de 1999  |
| Jeremy tem de demitir um estagiário, e a equipe cobre um escandalo de esteróides.                                                                                           |    |                                                          |                  |                                                                                               |                         |
| 31 | 8  | "The Reunion"                                            | Dennie Gordon    | Kevin Falls & Aaron Sorkin                                                                    | 21 de dezembro de 1999  |
| O irmão de Dana faz uma visita; Natalie pede para que Dan avalia sua fita teste.                                                                                            |    |                                                          |                  |                                                                                               |                         |
| 32 | 9  | "A Girl Named Pixley"                                    | Dennie Gordon    | David Walpert                                                                                 | 28 de dezembro de 1999  |
| Em um dia ruim para notícias, Casey sai em um encontro com uma mulher chamada Pixley, e Jeremy concorre a um prêmio.                                                        |    |                                                          |                  |                                                                                               |                         |
| 33 | 10 | "The Giants Win the Pennant, the Giants Win the Pennant" | Pamela Dresser   | Matt Tarses & Aaron Sorkin                                                                    | 11 de janeiro de 2000   |
| Dana começa ver as falhas de seu plano de encontro; Dan quer usar Isaac em uma matéria sobre os Giants.                                                                     |    |                                                          |                  |                                                                                               |                         |
| 34 | 11 | "The Cut Man Cometh"                                     | Alex Graves      | Bill Wrubel & Aaron Sorkin (roteiro) Bill Wrubel (história)                                   | 18 de janeiro de 2000   |
| Dan e Casey cobrem um luta de boxe; o pai de Dan faz uma visita. |    |                                                          |                  |                                                                                               |                         |
| 35 | 12 | "The Sweet Smell of Air"                                 | Alex Graves      | David Handelman, Kevin Falls, Matt Tarses & Aaron Sorkin (roteiro) David Handelman (história) | 25 de janeiro de 2000   |
| O programa tem uma entrevista com Michael Jordan, mas há algumas complicações; Sam retorna.                                                                                 |    |                                                          |                  |                                                                                               |                         |
| 36 | 13 | "Dana Get Your Gun"                                      | Alex Graves      | David Walpert                                                                                 | 1 de fevereiro de 2000  |
| Dan tentar ir embora para poder ver um concerto de Tom Waits; Dana herda uma arma.                                                                                          |    |                                                          |                  |                                                                                               |                         |
| 37 | 14 | "And the Crowd Goes Wild"                                | Alex Graves      | Tom Szentgyorgyi & Aaron Sorkin (roteiro) Tom Szentgyorgyi (história)                         | 8 de fevereiro de 2000  |
| É o último dia de Sam no programa, Jeremy e Natalie terminam, e Casey tem seus olhos examinados.                                                                            |    |                                                          |                  |                                                                                               |                         |
| 38 | 15 | "Celebrities"                                            | Robert Berlinger | Aaron Sorkin                                                                                  | 29 de fevereiro de 2000 |
| Natalie organiza um jogo de perguntas depois do programa, mas exclui Jeremy, que acaba conhecendo uma mulher em um bar.                                                     |    |                                                          |                  |                                                                                               |                         |
| 39 | 16 | "The Local Weather"                                      | Timothy Busfield | Aaron Sorkin (roteiro) Peter McCabe & Aaron Sorkin (história)                                 | 7 de março de 2000      |
| Dan reage ao não entrar na lista "As 100 Pessoas Mais Influentes do Esporte"; Dana vai a igreja.                                                                            |    |                                                          |                  |                                                                                               |                         |
| 40 | 17 | "Draft Day: Part 1 - It Can't Rain at Indian Wells"      | Bryan Gordon     | Matt Tarses & Aaron Sorkin                                                                    | 14 de março de 2000     |
| A equipe cobre a primeira rodada do NFL Draft; Jeremy fica nervoso com a visita de Jenny ao estúdio.                                                                        |    |                                                          |                  |                                                                                               |                         |
| 41 | 18 | "Draft Day: Part 2 - The Fall of Ryan O'Brian"           | Danny Leiner     | Aaron Sorkin (roteiro) Kevin Falls (história)                                                 | 21 de março de 2000     |
| É a segunda rodada do NFL Draft; Jenny chega, e Dan e Casey discutem. |    |                                                          |                  |                                                                                               |                         |
| 42 | 19 | "April Is the Cruelest Month"                            | Don Scardino     | Bill Wrubel & Matt Tarses                                                                     | 28 de março de 2000     |
| A emissora está cortando custos e trabalhos possivelmente. A equipe está apreensiva, e Dan espera que isso lhe da a chance de concertar algumas coisas.                     |    |                                                          |                  |                                                                                               |                         |
| 43 | 20 | "Bells and a Siren"                                      | Don Scardino     | Chris Lusvardi, David Walpert & Aaron Sorkin                                                  | 4 de abril de 2000      |
| Natalie tem uma entrevista de emprego no Saturday Night Live; Dan contrata um publicitário.                                                                                 |    |                                                          |                  |                                                                                               |                         |
| 44 | 21 | "La Forza Del Destino"                                   | Timothy Busfield | Aaron Sorkin                                                                                  | 9 de maio de 2000       |
| Dana se encontra com um homem que possui informações secretas sobre a venda da emissora; Dan e Casey recebem uma oferta de trabalho em Los Angeles.                         |    |                                                          |                  |                                                                                               |                         |
| 45 | 22 | "Quo Vadimus"                                            | Thomas Schlamme  | Aaron Sorkin                                                                                  | 16 de maio de 2000      |
| Rebecca retorna, Natalie e Jeremy reatam sua relação, e a emissora é vendida.                                                                                               |    |                                                          |                  |                                                                                               |                         |